# Cidaris blakei
Cidaris blakei är en sjöborreart. Cidaris blakei ingår i släktet Cidaris och familjen piggsvinssjöborrar. Inga underarter finns listade i Catalogue of Life.